# Mezőtárkány
Mezőtárkány község Heves vármegye Füzesabonyi járásában.
Jellegzetes halmazfalu.

## Fekvése
Füzesabony délkeleti szomszédságában helyezkedik el, a város központjától mintegy 3-4 kilométerre délkeletre. A további szomszédos települések: észak felől Szihalom, északkelet felől Mezőszemere, kelet felől Egerfarmos, dél felől Kömlő, délnyugat felől Átány és Besenyőtelek, nyugat felől pedig Dormánd. Délkelet felől ugyancsak Besenyőtelekhez tartozó, de jobbára lakatlan külterületek határolják.

### Megközelítése
Az M3-as autópálya füzesabonyi lehajtójától mindössze 6 kilométerre található, így a sztráda tekinthető az egyik legfontosabb közúti megközelítési útvonalának, de könnyen elérhető a 3-as és a 33-as főutakról is. Központját viszont mindkettő elkerüli, azon csak a 33 101-es számú mellékút halad keresztül. Határszélét délnyugaton, egy egészen rövid szakaszon érinti még a 3212-es út is.
A hazai vasútvonalak közül a Debrecen–Füzesabony-vasútvonal érinti, melynek egy megállási pontja van itt; Mezőtárkány megállóhely a belterület északi szélén helyezkedik el, közúti elérését csak önkormányzati utak biztosítják.

## Története
Mezőtárkány Árpád-kori település.  Nevét 1279-ben terra Tharkan néven említette először oklevél.
1323-ban az egri káptalan birtoka volt, ekkor Egyházastárkány néven szerepelt. 1329-ben Egyházastárkány és Altárkány, 1358-ban Egyházastárkány és Kápolnástárkány, másként Altárkány, a káptalan birtokai voltak. 1380–1481 közötti oklevelekben, hol Egyházas-Tárkány, hol Törpeszeg, hol Mező-Tárkány vagy Közép-Tárkány néven fordult elő.
1423-ban Mező-Tárkány néven országos vásártartásra kapott jogot a királytól, ekkorra városi jelleget nyert. A helység többi részeiben a köznemesek, a Tárkányi Bodó család voltak a földesurak.
1493-ban az egri püspökség számadásai szerint Alsótárkány Borsod vármegyéhez tartozott. Az egri püspökség 1494 évi számadáskönyvei szerint szintén az egri káptalan földesúri hatósága alá tartozott, az 1546 évi adóösszeírás szerint pedig az egri püspökség birtoka volt, 5 portával. Eger 1552. évi ostroma során a felvonuló török hadak Mezőtárkányt is elpusztították. 1552-ben csupán 1 portát írtak itt össze, s megjegyzi az összeírás, hogy e helységtől az adó második részlete már nem volt behajtható. A 17-18. század fordulóján többször is elnéptelenedett, majd ismét betelepült: 1635-ben fél, 1647-ben 1 1/4, 1675-ben 1 1/4 portája volt ugyanekkor egy malmot is felvettek az összeírásba. 1686-ban itt 1 1/4 porát vettek fel. 1693-ban az egri káptalan birtokában találjuk.
A napóleoni háborúk idején a vármegye nemesi felkelő lovasságának egyik állomáshelye volt. A község mindvégig az egri káptalan tulajdona maradt, de a 20. században a gróf Milványi Cseszneky család is birtokot vásárolt Mezőtárkányban.
1910-ben 2980 lakosából 2977 magyar volt. Ebből 2916 római  katolikus, 52 izraelita volt.
A 20. század elején Heves vármegye Egri járásához tartozott.
A második világháborút követően került sor a település villamosítására, s a termelőszövetkezet megszervezésére.

### Laskó
Mezőtárkány határában feküdt egykor Laskó (Lakso) falu is, a hasonló nevű patak partján, melyet Széchenyi Tamás vajda,  később országbíró, 1350-ben Bék nemzetségbeli Szentdomonkosi Varju Miklósnak adományozott, hű szolgálataiért.
1484-ben, már csak puszta; ekkor az egri káptalan birtokában volt.

## Közélete

### Polgármesterei
- 1990–1994: Siska Jánosné (független)[3]
- 1994–1998: Siska Jánosné (független)[4]
- 1998–2002: Adorján Gábor (független)[5]
- 2002–2006: Dr. Adorján Gábor (független)[6]
- 2006–2010: Tóthné Szabó Anita (független)[7]
- 2010–2014: Tóthné Szabó Anita (Fidesz–KDNP)[8]
- 2014–2019: Tóthné Szabó Anita (Fidesz–KDNP)[9]
- 2019–2024: Tóthné Szabó Anita (Fidesz–KDNP)[10]
- 2024– : Tóthné Szabó Anita (Fidesz–KDNP)[1]

## Népesség
A település népességének változása:
| Lakosok száma | 1589 | 1598 | 1612 | 1563 | 1508 | 1514 | 1496 |
|               | 2013 | 2014 | 2015 | 2021 | 2022 | 2023 | 2024 |

2001-ben a település lakosságának 95%-a magyar, 5%-a cigány nemzetiségűnek vallotta magát.
A 2011-es népszámlálás során a lakosok 85,9%-a magyarnak, 12,4% cigánynak, 0,5% németnek, 0,7% románnak mondta magát (13,3% nem nyilatkozott; a kettős identitások miatt a végösszeg nagyobb lehet 100%-nál). A vallási megoszlás a következő volt: római katolikus 61,4%, református 3,9%, evangélikus 0,2%, görögkatolikus 0,4%, felekezeten kívüli 12,2% (20,3% nem nyilatkozott).
2022-ben a lakosság 89,7%-a vallotta magát magyarnak, 8,2% cigánynak, 0,9% románnak, 0,5% németnek, 0,5% ukránnak, 0,1-0,1% szlováknak, szlovénnek és görögnek, 0,7% egyéb, nem hazai nemzetiségűnek (9,4% nem nyilatkozott; a kettős identitások miatt a végösszeg nagyobb lehet 100%-nál). Vallásuk szerint 43,3% volt római katolikus, 4,3% református, 0,6% görög katolikus, 0,2% evangélikus, 0,1% izraelita, 3,1% egyéb keresztény, 1,1% egyéb katolikus, 16,8% felekezeten kívüli (30,4% nem válaszolt).

## Látnivalók
- Római katolikus temploma - 1773-ban épült.

Mezőtárkány római katolikus plébániája a Hevesi Főesperesség Kápolna-Füzesabonyi Kerületéhez tartozik, Füzesabonyból ellátva. A R.k. anyakönyvei 1678 és 1710 között Mezőkövesden, 1720-tól 1895-ig helyben maradtak fenn.
1895-től önálló állami anyakönyvi kerület.
Műemlék jellegű épülete a római katolikus templom és a plébániaház. Védőszentje Olajbafőtt János evangélista. A templomban lévő 1776-ban készült főoltárkép és a XVIII. század végéből származó mellékoltárkép Kracker János Lukács egri festő alkotása. Az 1776-ban készült, copf stílusú szószék Steinhauser Antal műve, a keresztelőmedencét 1815-ben Giovanni Adami és Mózer József készítette.
A templom szépítésére 1996-ban is sor került: Kriston Endre kőfaragó mester irányításával felújították a kripta lépcsősorait; az oltár vörösmárvány misekönyvtartót és ambót kapott.
A két világháború áldozatainak száma 133 fő, emléktábla őrzi nevüket.